# Jair Rodrigues
Jair Rodrigues de Oliveira, meglio noto come Jair Rodrigues (Igarapava, 6 febbraio 1939 – Cotia, 8 maggio 2014), è stato un cantante e compositore brasiliano.
Noto nel suo paese sin dagli anni sessanta come interprete di samba per il carnevale di Rio de Janeiro, ebbe un momento di popolarità anche in Italia negli anni settanta. I suoi figli Luciana Mello e Jair Oliveira hanno intrapreso anche loro la carriera musicale.

## Biografia
Jair Rodrigues iniziò la sua carriera musicale come crooner alla fine degli anni cinquanta nei locali notturni nei dintorni di San Paolo. Cercò il successo nella capitale paulista ottenendo di partecipare a un concorso televisivo per esordienti nel 1960.
Registrò il suo primo disco nel 1962, un 78 giri con musiche per la Coppa del Mondo di calcio di quell'anno (vinta dalla nazionale brasiliana): Brasil sensacional e Marechal da vitória. In seguito registrò canzoni di Agostinho dos Santos e altri sambisti.
Il suo primo LP arrivò nel 1964. Nello stesso anno ebbe un grande successo interpretando Deixa isso pra lá di Alberto Paz e Edson Meneses. Il pezzo, che vendette in pochi giorni centomila copie, è considerato da alcuni un precursore del rap brasiliano per il suo ritornello "parlato" ed è stato in seguito reinterpretato da decine di musicisti brasiliani e persino jazzisti americani.
Il grande successo arrivò nel 1965 quando iniziò il sodalizio con Elis Regina per il programma televisivo O fino da bossa per la rete paulista TV Record. La trasmissione fece la storia della televisione brasiliana e fu leader negli ascolti per tutta la sua durata (fino al 1967).
Con Elis Regina, a partire dal 1965, incise una fortunata e vendutissima serie di dischi registrati dal vivo (Dois na bossa) che riprendono lo spirito e il clima del programma.
Nel 1966 Rodrigues partecipò al Festival da Música Popular Brasileira della TV Record con la canzone Disparada di Geraldo Vandré e Théo de Barros classificandosi al primo posto a pari merito con A banda di Chico Buarque interpretata da Nara Leão.
Conosciuto soprattutto come cantante samba, Rodrigues sorprese il pubblico con un'interpretazione pulita e dolce della canzone.

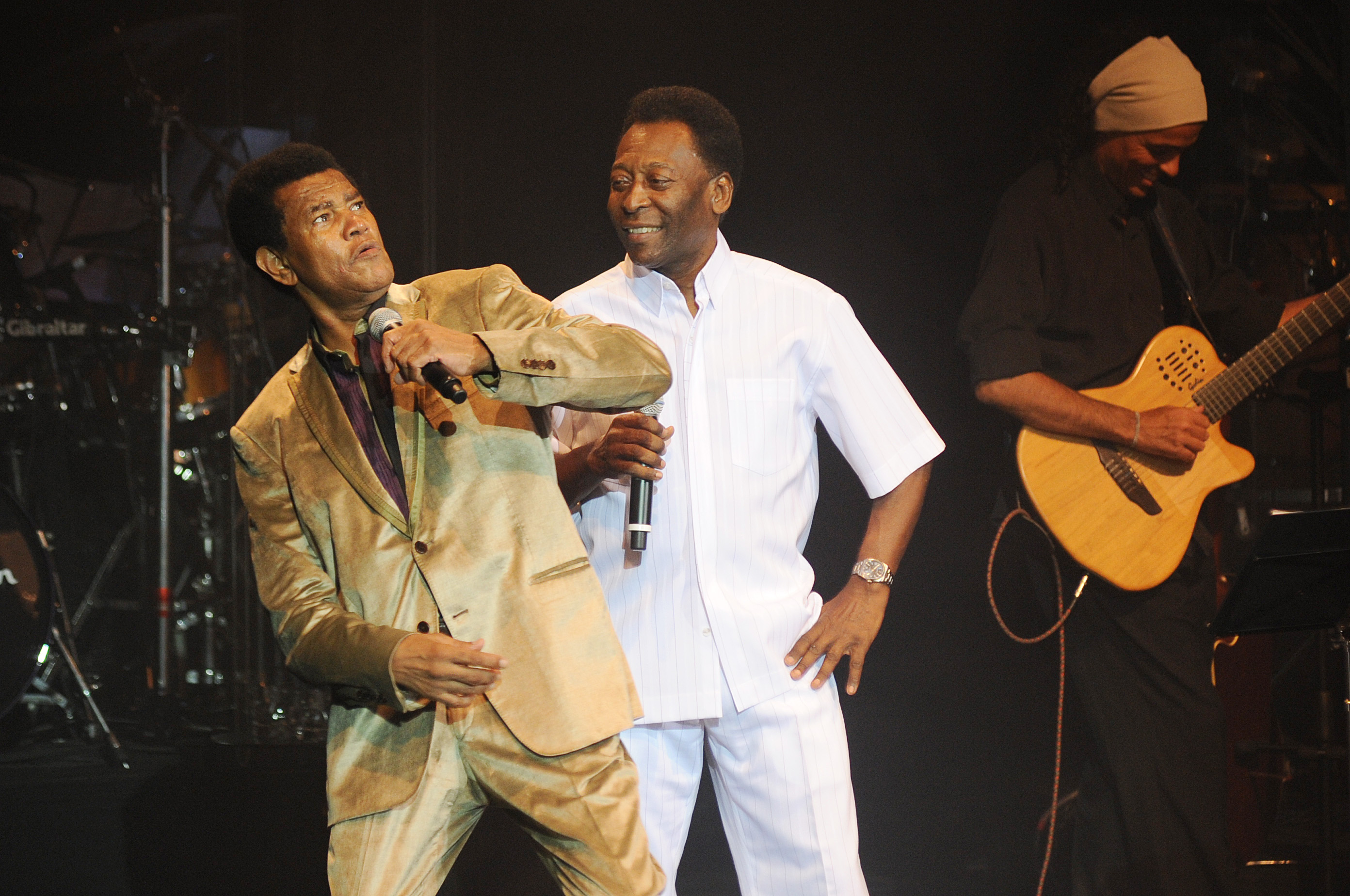
Jair Rodrigues sul palco con Pelé, 2009

Dopo questa vittoria la carriera di Rodrigues decollò, affrancandosi in parte dal cliché di spalla, di colore e quindi prevalentemente folkloristica, della conosciutissima e amatissima Elis Regina.
Jair iniziò a produrre a un ritmo di un disco all'anno, partecipò a altre manifestazioni e festival dell'allora fiorente MPB e lanciò successi commerciali come O Menino da Porteira, Boi da Cara Preta e Majestade o Sabiá. Iniziò anche una carriera internazionale che gli permise di effettuare tournée in Europa, negli Stati Uniti e in Giappone. Partecipò con successo al MIDEM di Cannes con un suo gruppo di samba.
Jair, raggiunto il successo, decise di seguire la particolare strada del samba e del carnevale diventandone un animatore, al punto di presentarsi quasi ogni anno con un "samba-enredo", una canzone scritta appositamente per la sfilata carnevalesca di una delle scuole di ballo che vi partecipano.
Per il carnevale del 1971 cantò la celebre Festa para um Rei Negro composta da Adil de Paula per la scuola di samba Acadêmicos do Salgueiro, di Rio de Janeiro.
Nel 1976 Jair Rodrigues acquistò notorietà in Italia grazie all'inserimento del suo nome nel cast internazionale della Mostra di Musica Leggera di Venezia in un momento di grande interesse del pubblico italiano per la musica brasiliana, passione mai sopita del tutto (per quanto il vero boom risalisse addirittura alla fine degli anni cinquanta). Preceduto l'anno precedente da un fortunato tour italiano di Jorge Ben, Rodrigues, classico esponente del samba, fu lanciato in Italia con l'album Eu sou o samba e la canzone Maravilhoso é sambar, uno dei titoli forse più commerciali e meno rappresentativi della sua musica.
A cavallo tra gli anni 1970 e 1980 coltiva il genere popolare della seresta.
Famoso per la sua allegria contagiosa e per l'energia con cui cantava e ballava in tutte le possibili sfumature il samba carioca, pur essendo nella vita legato alla più cupa San Paolo, Jair Rodrigues continuò a realizzare dischi e spettacoli televisivi per i decenni successivi. All'inizio degli anni ottanta coinvolse anche il figlio Jairzinho, allora bambino, con il quale intervenne nel varietà italiano Te lo do io Brasile di Beppe Grillo e partecipò come ospite anche al Festival di Sanremo 1984. 
Jairzinho e la sorella Luciana Mello superarono la popolarità del padre presso il pubblico brasiliano, dapprima come membri del gruppo infantile Turma do Balão Mágico, poi come solisti.
Jair Rodrigues morì nel 2014 all'età di 75 anni, colto da infarto nella sua abitazione.

## Discografia
- Vou de samba com você (1964)
- O samba como ele é (1964)

Elis Regina e Jair Rodrigues, 1972.

- Dois na bossa - Elis Regina e Jair Rodrigues (1965)
- O sorriso do Jair (1966)
- Dois na bossa número 2 - Elis Regina e Jair Rodrigues (1966)
- Dois na bossa número 3 - Elis Regina e Jair Rodrigues (1967)
- Jair (1967)
- Menino rei da alegria (1968)
- Jair de todos os sambas (1969)
- Jair de todos os sambas nº 2 (1969)
- Talento e bossa de Jair Rodrigues (1970)
- È isso aí (1971)
- Festa para um rei negro (1971)
- Com a corda toda (1972)
- Orgulho de um sambista (1973)
- Abra um sorriso novamente (1974)
- Jair Rodrigues dez anos depois (1974)
- Ao vivo no Olympia de Paris (1975)
- Eu sou o samba (1975)
- Minha hora e vez (1976)
- Estou com o samba e não abro (1977)
- Pisei chão (1978)
- Antologia da seresta (1979)
- Couro comendo (1979)
- Estou lhe devendo um sorriso (1980)
- Antologia da seresta nº 2 (1981)
- Alegria de um povo (1981)
- Jair Rodrigues de Oliveira (1982)
- Carinhoso (1983)
- Io e te  (Festival di Sanremo 1984)
- Luzes do prazer (1984)
- Jair Rodrigues (1985)
- Jair Rodrigues (1988)
- Lamento sertanejo (1991)
- Viva meu samba (1994)
- Eu sou... Jair Rodrigues (1996)
- De todas as bossas (1998)
- 500 anos de folia-100% ao vivo (1999)
- 500 anos de folia vol. 2 (2000)
- Intérprete (2002)
- A nova bossa (2004)
- Alma negra (2005)
- Jair Rodrigues - Programa Ensaio - Brasil 1991 (CD e DVD, 2006)
- Festa Para Um Rei Negro (CD e DVD, 2009)
- Samba mesmo vol. 1 (2014)
- Samba mesmo vol. 2 (2014)